# Momcsilló Tapavicza
Momčilo Tapavica (en serbio: Момчило Тапавица, en húngaro: Tapavicza Momcsilló; nació el 14 de octubre de 1872 en Nadalj, cercano a Srbobran, Austria–Hungary (hoy Serbia); murió el 10 de enero de 1949 en in Pula, RFS Yugoslavia) fue un arquitecto, pesista, luchador y tenista de origen serbio quien compitió bajo la bandera del Reino de Hungría, lugar del cual era ciudadano, en los Juegos Olímpicos de Atenas 1896.
Tapavica es el primer serbio en ganar una medalla olímpica. Ganó una medalla de bronce en el tornero individual de tenis. En la primera ronda venció al griego D. Frangopoulos. En segunda ronda estuvo libre. Dionysios Kasdaglis de Egipto derrotó Tapavica en la semifinal, y como no hubo partido de disputa por el tercer lugar, compartió la medalla de bronce con el griego Konstantinos Paspatis. Tapavica fue el único participante del Reino de Hungría en las competencias de los Juegos Olímpicos de Atenas 1896, a la edad de 23 años y 177 días.

## Carrera deportiva

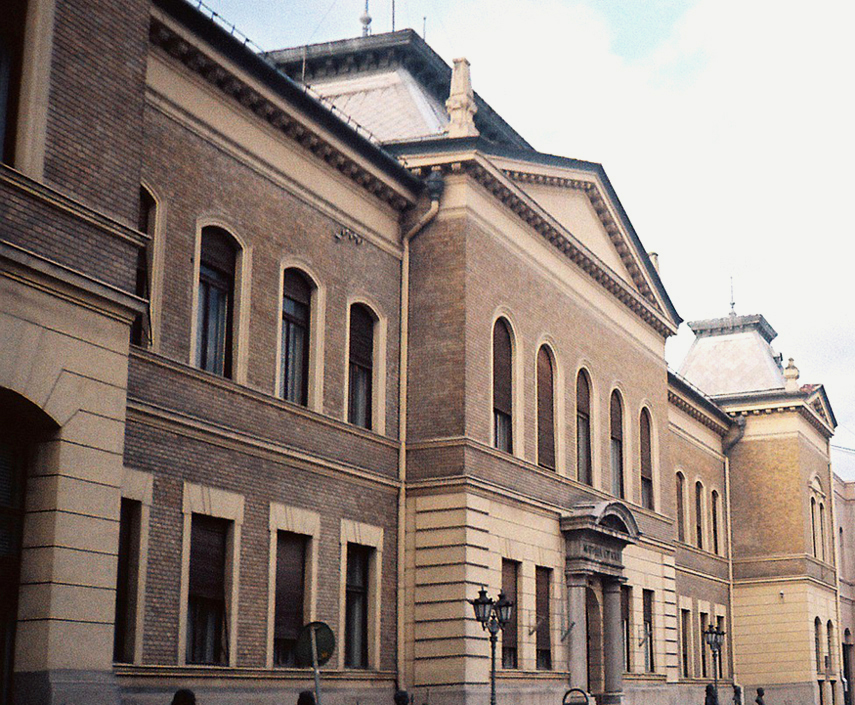
Matica srpska edificado en Novi Sad, diseñado por Tapavica

Tapavica comenzó a practicar deportes en Novi Sad, para luego hacerlo en Budapest lugar donde estudiaba arquitectura e ingeniería civil en la Escuela Superior Técnica. 
En las olimpíadas, Tapavica ganó una medalla de bronce en el torneo individual de tenis. Tapavica no compitió en el torneo de dobles.
Finalizó último de los seis competidores que participaron en el evento de levantamiento con dos brazos, del programa de halterofilia. El peso levantado por Tapavica se desconoce, pero fue menor a 90,0 kilogramos.
En la competencia de Lucha, Tapavica fue derrotado en primera ronda por el griego Stephanos Christopoulos. Los dos estaban casi igualados, pero Tapavica se cansó primero y concedió el match.
Regresó a Novi Sad, desde Budapest, en 1904, uniéndose al club de remo “Danubijus”.

## Logros en arquitectura
En 1908, Tapavica fue a Montenegro, donde diseñó varios edificios. Durante la Primera Guerra Mundial, vivió en Marruecos, pero más tarde regresó a Novi Sad, donde dirigió su propia compañía de diseño. Murió en 1949 y fue enterrado en el cementerio de Pula.
En su trabajo como arquitecto, Momčilo Tapavica diseñó el edificio de Matica Srpska en Novi Sad, los edificios de la Embajada Alemana y el Banco Nacional de Cetiña, y la construcción del Hotel Boka en Herceg Novi, que fue destruida en el terremoto de 1977.